# Pozzolo Formigaro
Pozzolo Formigaro (piemontesisch und ligurisch Posseu) ist eine Gemeinde in der italienischen Provinz Alessandria (AL), Region Piemont.

## Lage und Einwohner
Die Gemeinde Pozzolo Formigaro liegt rund 20 km südöstlich von der Provinzhauptstadt Alessandria auf einer Höhe von 171 m über dem Meeresspiegel. Das Gemeindegebiet umfasst eine Fläche von 35 km² und hat 4519 (Stand 31. Dezember 2023) Einwohner.
Die Nachbargemeinden sind Bosco Marengo, Cassano Spinola, Novi Ligure, Tortona und Villalvernia.

### Verkehrsanbindung
Die Gemeinde hat einen Bahnhof an der Bahnstrecke Tortona-Novi Ligure die von der Trenord betrieben wird. Mit der Verbindungsautobahn A26/7 hat sie Anschluss an das Autobahnnetz. Die Staatsstraße SS35 verläuft durch den Ort.

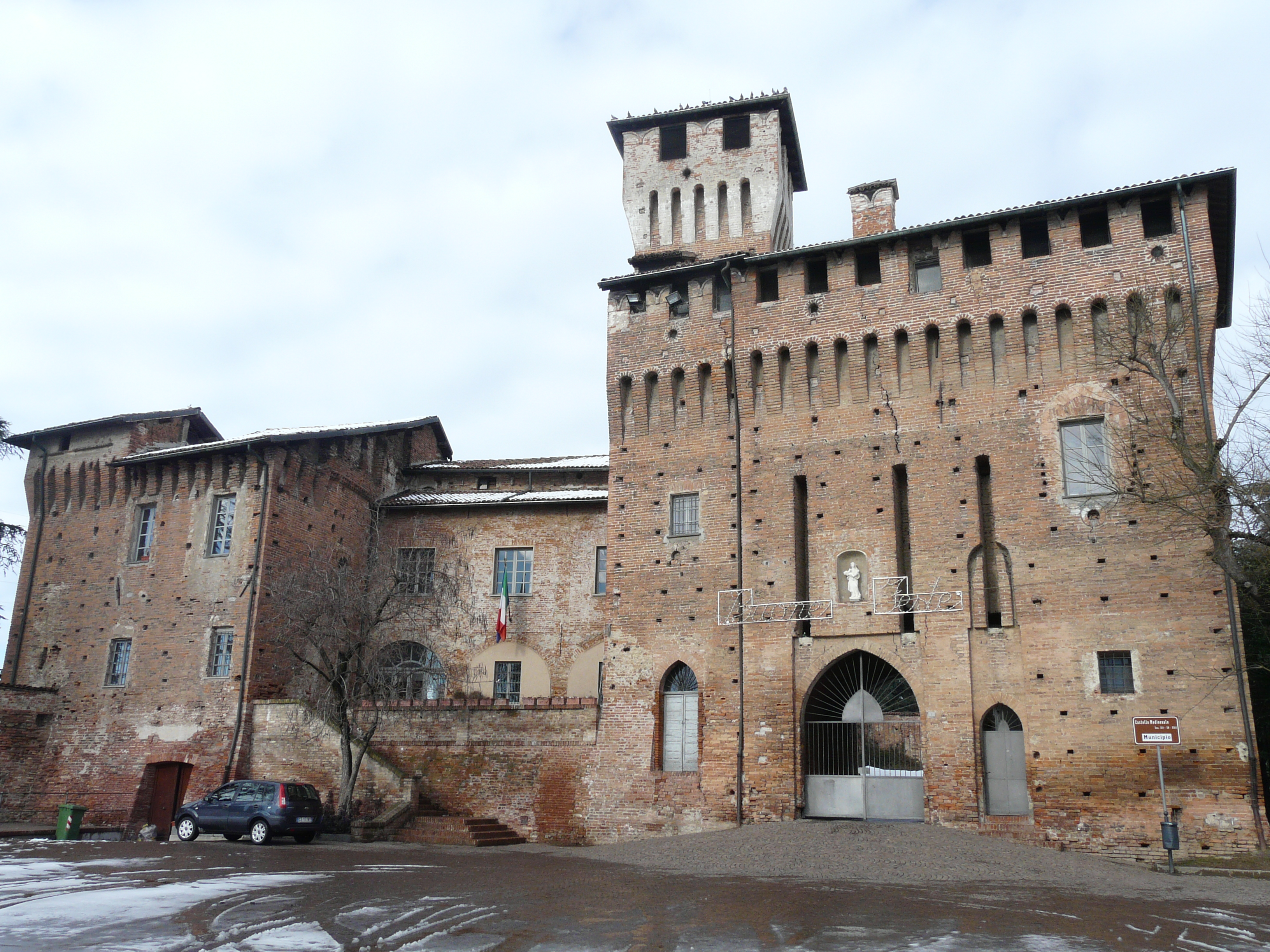
Das Castello von Pozzolo Formigaro

## Geschichte
Der Ortsname wird ab 1159 durch die Formen „Poçolo“, „Pozollo“, „Pozolo“ bezeugt, was „Brunnen“ bedeutet. Später wird es als „Castro Puçoli“ dokumentiert. Der Zusatz erscheint erstmals 1220 mit „Puteolo Formigario“, gefolgt von „Puzzoli Furmigarij“.
Es wurde von den Iriati, ligurischen Nomaden, die sich im frühen Mittelalter in der Gegend niederließen, erbaut und war auch von den Römern bewohnt, wie ein Grab und der Zaun einer alten Straße der römischen Bevölkerung belegen.
Im Mittelalter wurde es zu einem Stützpunkt der Landschaft von Tortona und zu einem Ort von strategischer Bedeutung für das genuesische Gebiet. Im 12. Jahrhundert, nach dem Bau der Festung, wurde sie im Auftrag von Barbarossa von den Einwohnern von Pavia als Garnisonsort genutzt. Nachdem es in die Hände des Marquis del Bosco, der Visconti und dann der Sforza gelangt war, wurde es von der Familie Monferrato umkämpft, die vergeblich versuchte, es in Besitz zu nehmen. Anschließend wurde es zur Herrschaft der Familien Attendoli und Maino.
1527 überließ Karl V. es als Lehen an Domenico Sauli, unter dessen Herrschaft es bis 1730 blieb, dem Jahr des Aussterbens der Familie.  Als Teil der savoyischen Herrschaft folgte es dem Schicksal des Königreichs Sardinien. Aufgrund seiner geografischen Lage war es schon immer eine obligatorische Passage für den gesamten Handel zwischen der Lombardei, Ligurien und dem Piemont.

## Sehenswürdigkeiten
- Die Kirche der Ghiare im romanischen Stil, ist Teil des Klosters der Umiliaten, das um das Jahr 1000 außerhalb der umgebenden Mauern erbaut wurde.
- Das im 15. Jahrhundert gegründete Oratorium der Santissima Trinità und San Bartolomeo.
- Das Oratorium Mariä Himmelfahrt.
- Der Barlocca-Turm.
- Der Morando-Palast, der im 19. Jahrhundert Goffredo Mameli beherbergte.
- Das im 9. Jahrhundert erbaute Schloss mit einer Eingangsfassade aus der Sforza-Zeit und Fresken aus der Boxilio-Schule.
- Die Pfarrkirche San Martino und die Pfarrkirche San Nicola.